# Rząd Lubena Berowa
Rząd Lubena Berowa – rząd Bułgarii, który został powołany 30 grudnia 1992 i urzędował do 17 października 1994.
- Premier: Luben Berow (bezpartyjny)
- Minister spraw wewnętrznych: Sławej Paszkowski
- Minister spraw zagranicznych: Wiktor Michajłow
- Minister obrony: Walentin Aleksandrow
- Minister finansów: Stojan Eleksandrow
- Minister handlu: Walentin Karabaszew
- Minister sprawiedliwości: Miszo Walczew
- Minister przemysłu: Rumen Bikow
- Minister ochrony środowiska: Walentin Bosewski
- Minister pracy i opieki socjalnej: Ewgenij Matinczew
- Minister rolnictwa: Georgi Tanew
- Minister planu, przestrzennych i budownictwa: Christo Totew
- Minister komunikacji: Nejczo Nejew
- Minister oświaty, nauki i kultury: Martin Todorow
- Minister zdrowia: Tanczo Gugałow